# 西瓜BABY
《西瓜BABY》是Not yet的第4張單曲，於2012年5月30日由日本古倫美亞發行。

## 概要
《西瓜BABY》距離前作《愛說愛說愛說的男人》發行約6個半月，為Not yet在2012年發行的第1張單曲。單曲分為通常盤Type-A、Type-B、Type-C和Type-D，共4種版本發售。單曲在初回期間不論版本，都附有「發售紀念活動參加報名券」和「特典內容視聽券」。封面上的文字由成員大島優子所寫。
另外，AKB48另一衍生組合走廊奔跑隊7第10張單曲《少年喲 說謊吧！》同樣於5月30日發行，是AKB48首次有衍生組合於同一天發行新單曲。

## 歌曲
每個版本都收錄了A面曲《西瓜BABY》和B面曲《希望之花》（希望の花），另外每個版本再各收錄一首不同的歌曲，合共3首。
A面曲《西瓜BABY》是一首以男生角度寫的歌曲，歌詞內容描述久未回鄉的男生回到鄉下，對同級的女同學——足球部的經理人萌生愛意，並以西瓜和夏日等事物表現出來。歌詞中相關的詞語有「相隔已久的回鄉（久しぶりの帰郷）」、「農村小路（田舎道）」、「我們的中學（僕たちの中学）」等等。
Type-B的《guilty love》並非由AKB48總製作人秋元康填詞，而是由成員北原里英負責。秋元康於3月尾指示北原里英以平義隆的曲子作詞，並用作Not yet的B面曲。這是北原首次為收錄在單曲的歌曲填詞，也是AKB48中首個宣布將會為歌曲填詞的成員。歌詞主題為「不被容許的愛」，例如歌詞中有一句「嘟嚷着這是不道德的行為　但手機還是再次響起　打算不再見面嗎？」。北原表示「這是我覺得能接受的作品，但讓各位聽我的作品讓我感到難為情」。另一成員指原莉乃稱這首歌的世界觀「錯綜複雜。深刻。很厲害。」。
Type-C的《May》是成員橫山由依的第一首獨唱歌曲，風格上比較像一首較舊的歌謠曲。內容關於一個男性跟一個叫作「May」的女性分離的難過之情，歌詞中亦多次出現「May」一詞。
Type-D的《所謂被愛》（アイサレルトイウコト）原是由今井優、大島優子、小野惠令奈、河西智美和佐藤夏希組成的「ICE from AKB48」的歌曲。現由Not yet翻唱，首次收錄到CD內。

## 音樂影片
《西瓜BABY》的音樂影片（PV）由三木孝浩和土屋隆俊執導，故事內容以超級巨星Not yet首次世界巡迴演唱會的第一站倫敦完結後，4人在閃光燈不斷下回到酒店套房，然後大肆慶祝為開始。PV是於3月下旬在東京都內一個攝影棚內拍攝，合計拍攝了17小時。這段PV於5月15日起在GyaO!有限期公開。

## 反應
單曲以首周銷量約13.6萬張取得2012年6月11日的Oricon公信榜周榜首位。另外AKB48的《仲夏的Sounds good！》得第2位，走廊奔跑隊7的《少年喲 說謊吧！》得第3位，為Oricon公信榜首次有組合以及其衍生組合於同一周取得周榜首3位。

## 收錄內容

### Type-A
| CD   | CD                         | CD     | CD       | CD             | CD   |
| 曲序 | 曲目                       |        | 作曲     | 編曲           | 时长 |
| ---- | -------------------------- | ------ | -------- | -------------- | ---- |
| 1.   | 西瓜BABY                   | 秋元康 | 上田晃司 | 野中"まさ"雄一 | 4:10 |
| 2.   | 希望之花                   | 秋元康 | 小內喜文 | 野中"まさ"雄一 | 5:00 |
| 3.   | 不毛之夜                   | 秋元康 | 春行     | 野中"まさ"雄一 | 4:37 |
| 4.   | 西瓜BABY（off vocal ver.） | －     | －       | －             |      |
| 5.   | 希望之花（off vocal ver.） | －     | －       | －             |      |
| 6.   | 不毛之夜（off vocal ver.） | －     | －       | －             |      |

| DVD  | DVD                           |
| 曲序 | 曲目                          |
| ---- | ----------------------------- |
| 1.   | 《西瓜BABY》Music Clip        |
| 2.   | Not yet 的「第一次酒店套房♪」 |

### Type-B
| CD   | CD                            | CD       | CD       | CD             | CD   |
| 曲序 | 曲目                          |          | 作曲     | 編曲           | 时长 |
| ---- | ----------------------------- | -------- | -------- | -------------- | ---- |
| 1.   | 西瓜BABY                      | 秋元康   | 上田晃司 | 野中“まさ”雄一 | 4:10 |
| 2.   | 希望之花                      | 秋元康   | 小內喜文 | 野中"まさ"雄一 | 5:00 |
| 3.   | guilty love                   | 北原里英 | 平義隆   | 野中"まさ"雄一 | 4:24 |
| 4.   | 西瓜BABY（off vocal ver.）    | －       | －       | －             |      |
| 5.   | 希望之花（off vocal ver.）    | －       | －       | －             |      |
| 6.   | guilty love（off vocal ver.） | －       | －       | －             |      |

| DVD  | DVD                    |
| 曲序 | 曲目                   |
| ---- | ---------------------- |
| 1.   | 《西瓜BABY》Music Clip |
| 2.   | 《西瓜BABY》Off Shot   |

### Type-C
| CD   | CD                         | CD     | CD       | CD             | CD   |
| 曲序 | 曲目                       |        | 作曲     | 編曲           | 时长 |
| ---- | -------------------------- | ------ | -------- | -------------- | ---- |
| 1.   | 西瓜BABY                   | 秋元康 | 上田晃司 | 野中“まさ”雄一 | 4:10 |
| 2.   | 希望之花                   | 秋元康 | 小內喜文 | 野中"まさ"雄一 | 5:00 |
| 3.   | May（歌：橫山由依）        | 秋元康 | 松尾清憲 | 武藤星兒       | 3:57 |
| 4.   | 西瓜BABY（off vocal ver.） | －     | －       | －             |      |
| 5.   | 希望之花（off vocal ver.） | －     | －       | －             |      |
| 6.   | May（off vocal ver.）      | －     | －       | －             |      |

| DVD  | DVD                            |
| 曲序 | 曲目                           |
| ---- | ------------------------------ |
| 1.   | 《西瓜BABY》Music Clip         |
| 2.   | 《愛說愛說愛說的男人》高級活動 |

### Type-D
| CD   | CD                         | CD     | CD       | CD             | CD   |
| 曲序 | 曲目                       |        | 作曲     | 編曲           | 时长 |
| ---- | -------------------------- | ------ | -------- | -------------- | ---- |
| 1.   | 西瓜BABY                   | 秋元康 | 上田晃司 | 野中“まさ”雄一 | 4:10 |
| 2.   | 希望之花                   | 秋元康 | 小內喜文 | 野中"まさ"雄一 | 5:00 |
| 3.   | 所謂被愛                   | 秋元康 | 山崎燿   | 松浦晃久       | 4:32 |
| 4.   | 西瓜BABY（off vocal ver.） | －     | －       | －             |      |
| 5.   | 希望之花（off vocal ver.） | －     | －       | －             |      |
| 6.   | 所謂被愛（off vocal ver.） | －     | －       | －             |      |

## 註腳
1. ↑  不過，首次發行由成員填詞的作品為板野友美的《給10年後的你》，當中板野寫了B面曲《lose-lose》的歌詞。
2. ↑  歌詞原文：
3. ↑  若只計算同一藝人或組合，就只有關西傑尼斯8曾於2010年1月4日達成此紀錄。

## 外部連結
- 日本古倫美亞（页面存档备份，存于）（日語）